# Allande
Allande (asztur-leóni nyelven Ayande) egy község Spanyolországban, Asztúria autonóm közösségben. Allande Grandas de Salime, Pesoz, Illano, Villayón, Tineo, Cangas del Narcea, Ibias és Negueira de Muñiz községekkel határos. Lakosainak száma 1530 fő (2024).

## Népesség
A település lakosságának változását az alábbi diagram mutatja:
| Lakosok száma | 2454 | 2261 | 2169 | 2068 | 1939 | 1858 | 1742 | 1648 | 1574 | 1530 |
|               | 2001 | 2004 | 2007 | 2009 | 2012 | 2014 | 2017 | 2019 | 2022 | 2024 |

## Nevezetességek
Allande területén, egy San Martín de Beduledo falu fölött emelkedő hegyen találhatók egy kelta település romjai (San Chuis). A Santa María de Celón-templom, amely eredetileg egy 11. századból származó monostor volt, rendkívül értékes műemlék. Főként belső festményei és 15. századból származó Krisztus-szobra figyelemre méltó, valamint az, hogy díszítőmotívumai között fellelhető az asztúriai mondák legendás szárnyas kígyója, a cuélebre alakja. A Montefurado vagy Puerto del Palo irányából megközelíthető Fana de la Freita és a Xuan-barlang régi római aranybányák helyén alakult ki. San Martín de Valledor, San Salvador de Valledor és San Emiliano falvakban több száz éves építményeket találhatunk, csakúgy, mint a községközpontban, Pola de Allandében. Ugyanitt az El Toral nevű parkban található a kivándorlók emlékműve (Antonio Prats Ventós alkotása), amelynek Puerto Ricóban és Santo Domingóban található egy-egy másolata.